# Cividate al Piano
Cividate al Piano är en ort och kommun i provinsen Bergamo i regionen Lombardiet i Italien. Kommunen hade 5 176 invånare (2018).